# NGC 267

NGC 267

NGC 267 هي مجرة تتبع كوكبة الطوقان. اكتشفها جون هيرشل في 4 أكتوبر 1836.

## روابط خارجية
- NGC 267 على موقع ويكي سكاي: DSS2, SDSS, GALEX, IRAS, Hydrogen α, X-Ray, Astrophoto, Sky Map, Articles and images